# Ladja
Ladja is een plaats in Slovenië en maakt deel uit van de gemeente Medvode in de NUTS-3-regio Osrednjeslovenska. De plaats telde 201 inwoners op 1 januari 2020.